# Brevoxathres x-littera
Brevoxathres x-littera là một loài bọ cánh cứng trong họ Cerambycidae.